# 専門学校徳島穴吹カレッジ
専門学校徳島穴吹カレッジ（せんもんがっこうとくしまあなぶきカレッジ）は、学校法人穴吹学園が運営する徳島県徳島市徳島町にある専門学校。

## 沿革
- 2020年（令和2年）4月1日 - 専門学校穴吹情報公務員カレッジ・専門学校穴吹調理デザインビューティカレッジ・専門学校穴吹福祉医療カレッジと統合して開校[1]。
- 2024年（令和6年）4月1日 - 校内に穴吹学園高等学校徳島学習センターが設置される[2]。

## 課程・学科
- 医療専門課程
  - 歯科衛生士学科
- 衛生専門課程
  - 高度調理学科
  - パティシエ・ベーカリー学科
  - 美容学科
- 教育・社会福祉専門課程
  - 介護福祉学科
  - 保育・幼児教育学科
- 工業専門課程
  - グラフィックデザイン学科
  - 情報システム学科
  - ゲームクリエイター学科
- 商業実務専門課程
  - 医療事務ICT学科
  - 情報ビジネス学科
  - マンガ・イラスト学科
- 文化・教養専門課程　
  - 公務員学科
  - 公務員ビジネス学科
  - 国際ホテルビジネス学科
  - ブライダル・ホテル学科

（「修了者が専門士と称することができる専修学校専門課程の一覧」 2024年（令和6年）3月現在 文部科学省より）

## 交通
- JR四国「徳島駅」より徒歩で約15分。
- 徳島自動車道「徳島インターチェンジ」より車で約10分。